# ニッポン親不孝物語
『ニッポン親不孝物語』（にっぽんおやふこうものがたり）は、日本テレビ系「金曜劇場」で1985年4月12日から7月5日まで放送されたテレビドラマ。

## ストーリー・概要
東京の下町にある、時代の流れに押し流され気味の老舗の呉服屋・紅屋は、三世代同居の5人家族。父親はとっくに商売に見切りをつけ蒸発し、母親の敏子はふたりの息子が心の支え。ところが長男の高志は、卓、大介、学らと「3代目を拒否する会」をつくって好き放題をする。わがままで気ままで型破りな性格の高志と仲間たちのふれあいと葛藤を描いた人情コメディ。
2022年現在、再放送、DVDソフト化されていない。
出演者のうち、天知茂はこの作品の最終話放送後にくも膜下出血で倒れ、急死したため、この作品が遺作となった。また、人見きよしも放送中に死去したため、最終話で「人見きよしさんのご冥福をお祈りいたします」とのテロップが流された。

## 出演
- 大川高志 - 近藤真彦
20歳。勉強が嫌いで、祭好き、喧嘩っ早い性格。飛行機を磨いたり掃除したりするアルバイトをしながら、パイロットになる道を探っている。度々家出するが、その行き先は決まって、近所の喫茶店「ドリーム」の屋根裏部屋である。
- 大川真吾 - 坂上忍
17〜18歳、高志の弟。公開模試で全国27位の成績を収めたほどの秀才。家業を継ぐ考えは無く、医師志望で東京大学を目指している。
- 大川敏子 - 市原悦子
49歳。おっとりした性格。夫の蒸発に店の借金などとトラブル続きで考えが変わり、店を一人で切り盛りしている。
- 大川さゆり - 間下このみ
高志の妹。
- 大川きぬ - 村瀬幸子
80歳。高志の祖母。
- 月島丈二 - 天知茂
54歳。鳶職の親方で、「3代目を拒否する会」から一目置かれている存在。敏子の初恋相手でもある。
- 月島卓 - 三上博史
21歳、丈二の長男。高所恐怖症であることもあって父の跡を継ぐのを恐れている。本当はエリートサラリーマンになりたいと思っている。
- 宇津井大介 - 萩原流行
32歳。唐辛子屋の息子であるが、鼻炎に悩んでいるためから家業を継ぐのはとんでもないと思っている。タレントを志望している。
- 桃川みつ子 - 美保純
22歳。芸者で、置屋の一人娘。芸者名は「小桃」。あっけらかんとしてはいるが、芯はしっかりしているという性格。
- 柏木康子 - 中田喜子
32歳。3代目を拒否する会のメンバーの溜まり場でもある喫茶「ドリーム」の主人。粋なセンスを持つ。
- 佐々木学 - 林家こぶ平
簪屋の息子。
- 柳原正一 - 永瀬正敏
「緑山堂」の息子。
- 中村銀次
- 人見きよし
- 紅屋の番頭 - 犬塚弘
- 坂田（金融業者）- なべおさみ
- 若林哲行
- 秋山武史
- 水木薫
- 北白川鮎子 - 永光基乃
- 大川祐吉（高志の父）- 逗子とんぼ

他
（出典：）

## 放送日程
| 各話                                            | サブタイトル                         | 放送日        | 演出     | 視聴率 |
| ----------------------------------------------- | ------------------------------------ | ------------- | -------- | ------ |
| 第1話                                           | （サブタイトルなし）                 | 1985年4月12日 | 吉野洋   | 9.2%   |
| 第2話                                           | お前は母ちゃんを見捨てるのか!        | 1985年4月19日 | 吉野洋   | 9.4%   |
| 第3話                                           | 鬼の借金取りにも頭を下げろ!          | 1985年4月26日 | 吉野洋   | 11.2%  |
| 第4話                                           | 仲間外れは悲しくないか?              | 1985年5月3日  | 小松伸生 | 7.9%   |
| 第5話                                           | 家はガスもれ弟はケンカ仲間はバラバラ | 1985年5月10日 | 小松伸生 | 10.6%  |
| 第6話                                           | 愛情が商売の決め手だよ!              | 1985年5月17日 | 吉野洋   | 11.2%  |
| 第7話                                           | あぁ、意地っ張りデスマッチ           | 1985年5月24日 | 吉野洋   | 9.5%   |
| 第8話                                           | オレが働き母ちゃんがなまける?        | 1985年5月31日 | 小松伸生 | 8.9%   |
| 第9話                                           | 夏まつりを壊すのは誰だ?              | 1985年6月7日  | 吉野洋   | 10.6%  |
| 第10話                                          | 母ちゃんこそオレの敵だ!              | 1985年6月14日 | 吉野洋   | 11.6%  |
| 第11話                                          | ああ、さくら商店街真っ二つ!          | 1985年6月21日 | 小松伸生 | 7.0%   |
| 第12話                                          | 甦れ!下町の黄金時代                  | 1985年6月28日 | 吉野洋   | 9.6%   |
| 最終回                                          | お父ちゃん家に帰って来いよ!          | 1985年7月5日  | 吉野洋   | 10.1%  |
| 世帯平均視聴率 9.8％（ビデオリサーチ 関東地方） |                                      |               |          |        |

## スタッフ
- プロデューサー：清水欣也
- 脚本：重森孝子 （全話担当）
- 演出：吉野洋、小松伸生
- 音楽：福井峻
- 主題歌：吉田拓郎「ふざけんなよ」
  - 当初はOPで使用されていたが後にEDで使用されるようになった。